# Kim Song-i
Kim Song-i (koreanisch 김송이; * 10. August 1994 in Pjöngjang) ist eine nordkoreanische Tischtennisspielerin. Sie gewann 2016 bei den Olympischen Spielen im Einzel und bei den Weltmeisterschaften 2016 und 2018 mit dem Team Bronze.

## Werdegang
Kim Song-i war auf internationaler Bühne im Alter von 16 Jahren zu sehen, bei den Olympischen Jugendspielen 2010 erreichte sie im Einzel das Viertelfinale und mit dem Team den 4. Platz und rückte dadurch auf Platz 121 der Weltrangliste vor. 
Bei den China Open 2013 erreichte sie im U-21-Wettbewerb das Halbfinale und gewann somit ihre erste Medaille auf der World Tour. Bei den Asienspielen 2014 holte sie mit der Mannschaft Bronze. 
2015 nahm sie an der Asienmeisterschaft und den Pjöngjang und China Open teil, wo sie unter anderem die Top-10-Spielerin Mima Itō besiegte. 2016 wurde sie bei der Team-Weltmeisterschaft in Malaysia mit der nordkoreanischen Mannschaft Dritte und danach für die Olympischen Spiele nominiert.
Hier verlor sie im Einzel erst im Halbfinale gegen die amtierende Weltmeisterin Ding Ning, schlagen konnte sie unter anderem Yu Mengyu und die Top-10-Spielerinnen Kasumi Ishikawa und Ai Fukuhara, sodass sie Bronze gewann. In diesem Monat verbesserte sie sich auf Weltranglisten-Platz 26.
Bei den Pjöngjang Open im selben Jahr kam sie bis ins Finale, wo sie die ebenfalls defensiv spielende Ri Myong-sun besiegte, auch im Doppel holte sie Gold. 2017 kam sie bei der Weltmeisterschaft im Einzel bis ins Achtelfinale, wo sie gegen Liu Shiwen verlor.
2018 erreichte sie mit dem koreanischen Team beim Team World Cup das Halbfinale, wo Nordkorea China den Vortritt lassen musste. Im September erhielt sie die Wildcard für ihre erste Teilnahme am World Cup, bei dem sie das Achtelfinale erreichte.

## Turnierergebnisse
Nennung von Ergebnissen der World Tour/Challenge Series nur bei mindestens einem Medaillengewinn.
| Verband | Veranstaltung           | Jahr | Ort            | Land | Einzel        | Doppel        | Mixed | Team          | U-21       |
| ------- | ----------------------- | ---- | -------------- | ---- | ------------- | ------------- | ----- | ------------- | ---------- |
| PRK     | Asienspiele             | 2018 | Jakarta        | IDN  | letzte 16     |               |       | 2             |            |
| PRK     | Asienspiele             | 2014 | Suwon          | KOR  |               | letzte 16     |       | 3             |            |
| PRK     | Asienmeisterschaft      | 2019 | Yogyakarta     | IDN  | letzte 16     |               |       | Viertelfinale |            |
| PRK     | Asienmeisterschaft      | 2017 | Wuxi           | CHN  | letzte 16     | letzte 16     |       | Viertelfinale |            |
| PRK     | Asienmeisterschaft      | 2015 | Pattaya        | THA  | letzte 64     | Viertelfinale |       | Viertelfinale |            |
| PRK     | Olympische Spiele       | 2016 | Rio de Janeiro | BRA  | 3. Platz      |               |       | Viertelfinale |            |
| PRK     | Olympische Jugendspiele | 2010 | Singapur       | SIN  | Viertelfinale |               |       | 4. Platz      |            |
| PRK     | Universiade             | 2017 | Taipeh         | TPE  | Halbfinale    |               |       |               |            |
| PRK     | ITTF Challenge Series   | 2018 | Pjöngjang      | PRK  | Gold          |               |       |               |            |
| PRK     | ITTF Challenge Series   | 2017 | Pjöngjang      | PRK  | Gold          | Gold          |       |               |            |
| PRK     | ITTF World Tour         | 2016 | Pjöngjang      | PRK  | Gold          | Gold          |       |               |            |
| PRK     | ITTF World Tour         | 2015 | Chengdu        | CHN  | letzte 16     | Halbfinale    |       |               |            |
| PRK     | ITTF World Tour         | 2015 | Pjöngjang      | PRK  | Viertelfinale | Gold          |       |               | Gold       |
| PRK     | ITTF World Tour         | 2013 | Suzhou         | CHN  | letzte 64     | letzte 16     |       |               | Halbfinale |
| PRK     | Weltmeisterschaft       | 2019 | Budapest       | HUN  | letzte 16     | Viertelfinale |       |               |            |
| PRK     | Weltmeisterschaft       | 2018 | Halmstad       | SWE  |               |               |       | 3             |            |
| PRK     | Weltmeisterschaft       | 2017 | Düsseldorf     | GER  | letzte 16     |               |       |               |            |
| PRK     | Weltmeisterschaft       | 2016 | Kuala Lumpur   | MAS  |               |               |       | 3             |            |
| PRK     | World Cup               | 2018 | Chengdu        | CHN  | letzte 16     |               |       |               |            |
| PRK     | World Team Cup          | 2018 | London         | ENG  |               |               |       | 3             |            |